# Polarografie

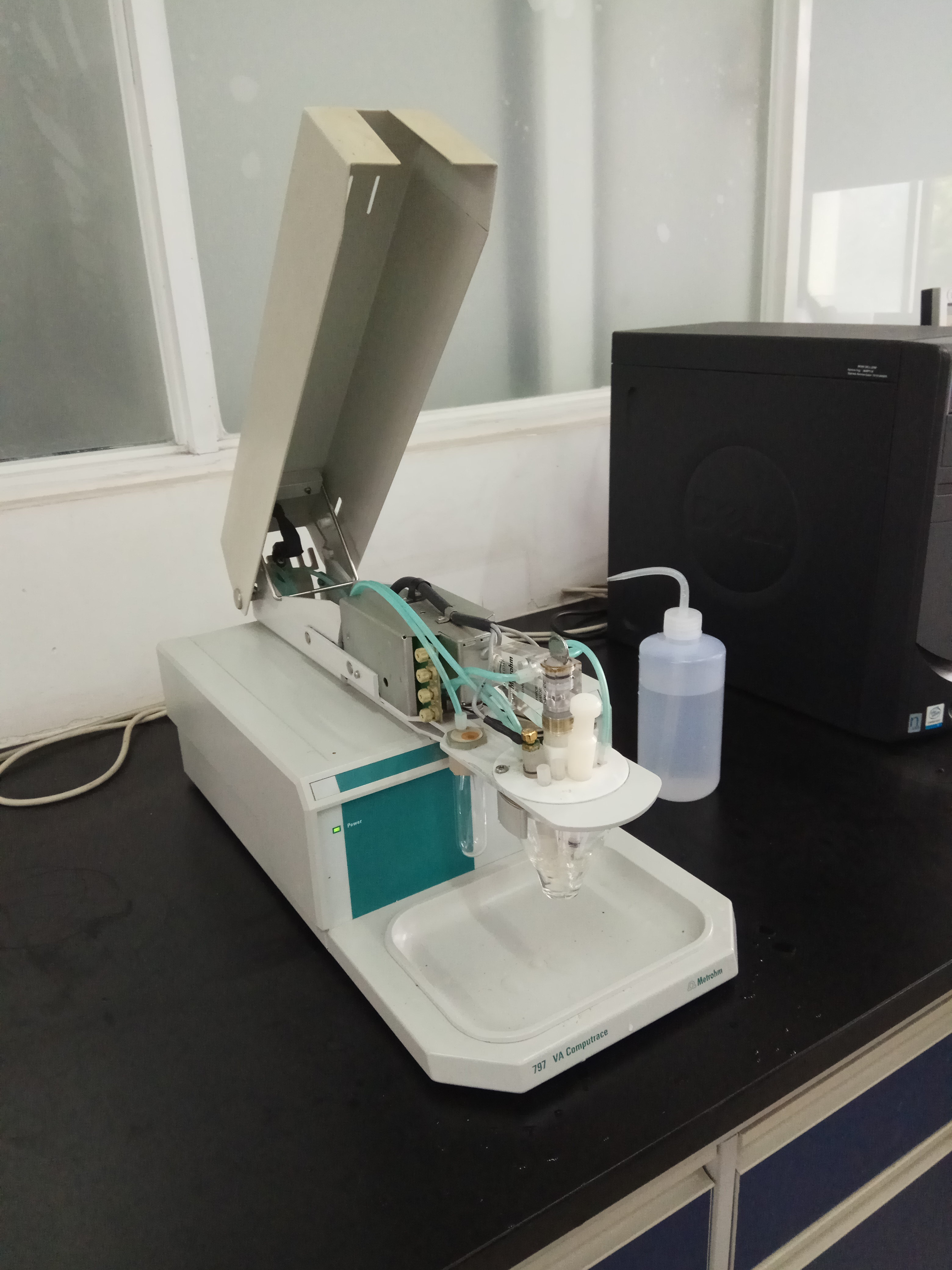
Un polarograf

Polarografia este o tehnică electroanalitică din categoria voltametriei în care electrodul de lucru este un electrod picurător de mercur (DME). Tehnica a fost inventată în anul 1922 de către chimistul ceh Jaroslav Heyrovský, invenție pentru care acesta a primit premiul Nobel în 1959.